# Rob van den Toorn
Robert Ernst Jan Marinus van den Toorn (Arnhem, 12 april 1947) is een Nederlands voormalig politicus. Hij was lid van de Tweede Kamer namens het CDA. Eerder was hij namens D'66 gemeenteraadslid in Arnhem.

## Loopbaan
Van den Toorn werd in 1967 lid van D'66. Van 1970 tot 1972 was hij namens die partij lid van de gemeenteraad van Arnhem. Hierna was hij van 1972 tot 1976 ambtenaar bij het Ministerie van Buitenlandse Zaken, en van 1976 tot 1981 werkzaam als advocaat en procureur.
Bij de totstandkoming van het CDA (1980) werd hij - niet afkomstig van één der fuserende partijen - lid van deze partij, waarin hij tot de linkervleugel werd gerekend. Bij zowel de Tweede Kamerverkiezingen van 1981 als bij de Tweede Kamerverkiezingen van 1982 stond hij op de vijfde plek op de lijst van zijn partij, en werd daarmee beide keren verkozen. Hij was tevens de hoogst geplaatste kandidaat die niet eerder van een van de voorlopers van het CDA lid was geweest. Eerder, tot 1981, was hij al lid van het dagelijks bestuur geweest; van 1982 tot 1986 was hij lid van het fractiebestuur.
Voor de CDA-fractie was Van den Toorn justitie- en buitenlandwoordvoerder. Nadat hij in 1986 de Tweede Kamer had verlaten, vestigde hij zich opnieuw als advocaat en procureur.
- Parlement.com: vg09llmtj8vf